# Daniel Adam z Veleslavína

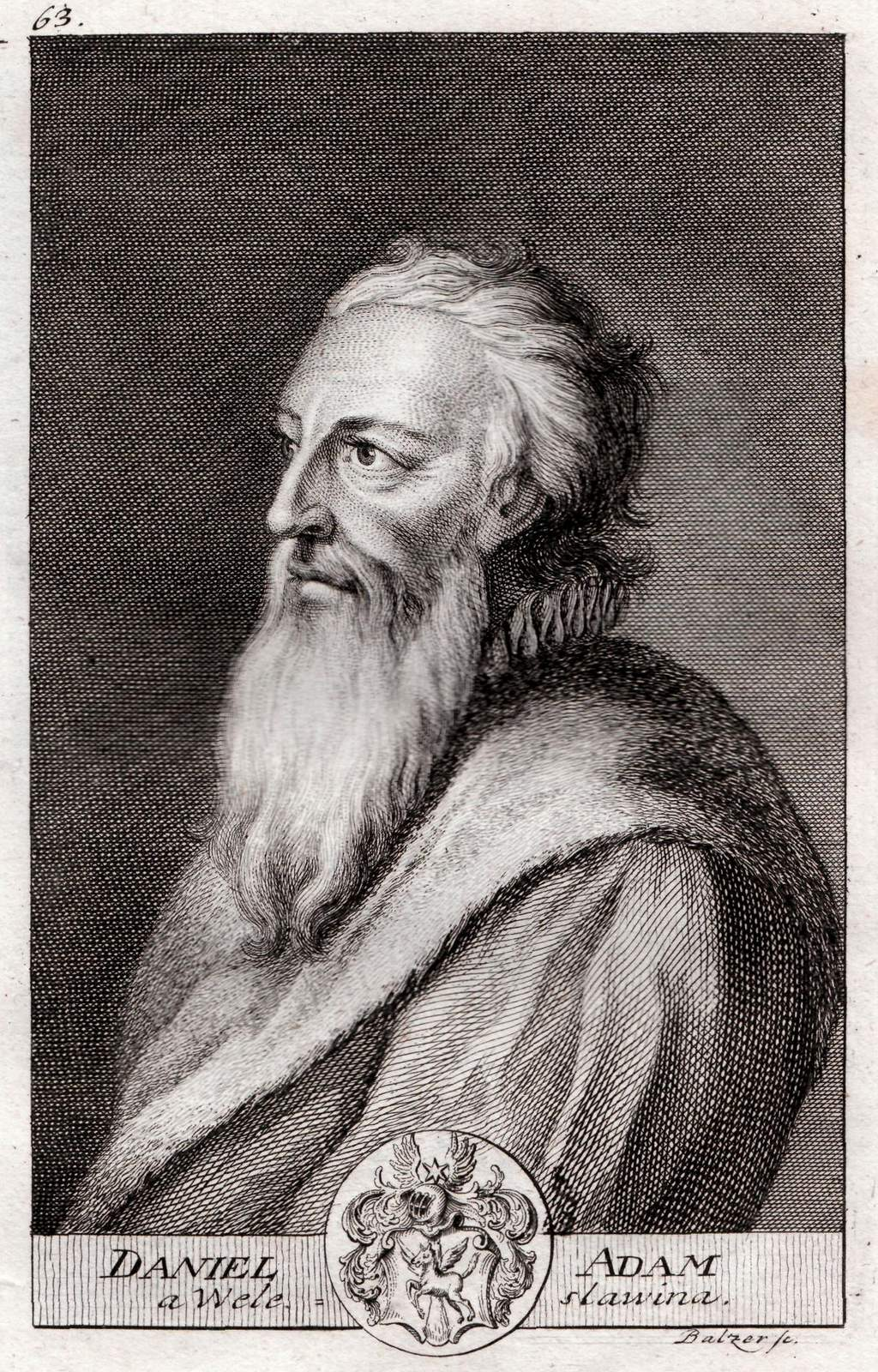
Daniel Adam z Veleslavína
Kupferstich von Johann Balzer (1772)

Daniel Adam z Veleslavína (* 31. August 1546 in Veleslavín; † 18. Oktober 1599 in Prag) war einer der bedeutendsten Schriftsteller, Historiker  und Verleger des Humanismus in Böhmen. Durch seine Tätigkeit beeinflusste er die tschechische Literatur derart, dass eine ganze Epoche nach ihm benannt wurde („Veleslavínská doba“). 

## Leben
Daniel z Veleslavína studierte an der Karls-Universität Prag; von 1569 bis 1575 war er dort Professor. 
Er war mit Anna, der Tochter des Druckers Georg Melantrich von Aventin, verheiratet und erbte später dessen Druckwerkstatt. Seine Haupttätigkeit war die Organisation der Druckerei, das Lektorat und Übersetzungen. Er trug als Mäzen zur Entfaltung der tschechischen Sprache bei. Die „Silva quadrilinguis“ von Daniel Adam war im 16. Jahrhundert unter den verschiedenen lateinisch-tschechischen und tschechisch-lateinischen Wörterbüchern am bekanntesten. 
Er war auch geheimes Mitglied der Böhmischen Brüder. Später wurde er in den Adelsstand erhoben.
Der Namenszusatz z Veleslavína bedeutet aus Veleslavín (deutsch Weleslawin), ein Ort, der 1922 zu Prag eingemeindet wurde.

## Werke
- Chronik über die Gründung Böhmens, wobei es sich hier um eine Gemeinschaftsarbeit handelt, zu der Veleslavín das Vorwort schrieb und Veränderungen vornahm.
- Herausgabe der Kralitzer Bibel (Bible Králická), die seit 1579 in sechs Bänden erschien.
- Herbarium des Pietro Andrea Mattioli
- Zwei Chroniken über die Gründung Böhmens
- Silva quadrilinguis (1598), Wörterbücher für Latein, Griechisch, Tschechisch, Deutsch.
- Sein berühmtestes Werk ist ein historischer Kalender aus dem Jahr 1575, „Veleslavínský kalendář“ genannt.